# SkyTrain
SkyTrain – system kolei miejskiej w mieście Vancouver w Kanadzie. Na większości odcinków poprowadzony jest na podwyższonych estakadach. W samym centrum miasta torowisko poprowadzone jest w tunelu.
Obecnie, w skład kolei miejskiej wchodzą trzy linie:
- Expo (napięcie zasilania = trzecia szyna 650V DC oraz czwarta jako powrót, silniki liniowe),
- Millenium (napięcie zasilania = trzecia szyna 650V DC oraz czwarta jako powrót, silniki liniowe),
- Canada Line (napięcie zasilania = trzecia szyna 750V DC, silniki konwencjonalne).

Najnowsza linia, Canada Line, została zbudowana przez konsorcjum SNC Lavalin, natomiast pociągi dostarczył Rotem, który jest oddziałem koreańskiego Hyundaia. Początkowa nazwa projektu – RAV (Richmond-Airport-Vancouver) została zmieniona na Canada Line po dofinansowaniu budowy przez rząd federalny. Rozbudowa linii nastąpiła w latach 2013–2016 pod nazwą Evergreen Line, która została uruchomiona od 2 grudnia 2016.

## Historia
W Kanadzie, podobnie jak w amerykańskich miastach, po wojnie problemy komunikacyjne planowano rozwiązywać głównie przy pomocy autostrad i dróg szybkiego ruchu. Jednak w Vancouver planów tych nie zrealizowano ze względu na protesty mieszkańców. W 1968 roku pojawiło się pierwsze studium, w którym rozważano budowę klasycznego ciężkiego metra. Zidentyfikowano cztery potencjalne korytarze transportowe. Jednak ostatecznie uznano, że koszt budowy takiego systemu jest zbyt drogi w porównaniu z potencjalną liczbą pasażerów.
W 1971 roku opublikowano raport, który zalecał reorganizację sieci autobusowej oraz stworzenie lekkiej kolei miejskiej z dwoma korytarzami. Wybór kolei miejskiej potwierdziły również plany z 1975 roku. Początkowo stawiano na lekką kolej miejską (Light Rail System, LRT), jednak w latach 80. władze miasta zdecydowały się na relatywnie nową i nieprzetestowaną technologię ALRT (Advanced Light Rail Transit). Jako pretekst do budowy potraktowano wystawę Expo, która w 1986 roku odbywała się w Vancouver.
Po raz pierwszy SkyTrain otwarto 11 grudnia 1985 testowo na 6 dni. Regularne jego kursowanie rozpoczęło się w styczniu 1986 – otwarto wówczas pierwszą linię nazwaną Expo Line. Drugą linię, Millenium Line, otwarto w styczniu 2002.
W 2016 roku uruchomiono Evergreen Extension do Millenium Line, z sześcioma nowymi stacjami. SkyTrain dociera od tego momentu do miast Coquitlam i Port Moody.
Na rok 2020 zaplanowano rozpoczęcie prac nad Broadway Extension. Będzie ono miało 5,7 km długości i w większości położone będzie pod ziemią. Planowane zakończenie prac ma nastąpić w roku 2025.

## Tabor
SkyTrain obsługiwany jest przez kilka rodzajów pociągów:
- Mark 1 (lub ART I[7]) – wyprodukowany przez Urban Transportation Development Corporation (UTDC) w Kingston w Ontario. Pojedynczy wagon ma 12,7 m długości i 2,5 m szerokości. Możesz przewieźć do 80 osób. Składy zestawiane są z dwóch, czterech lub sześciu wagonów[8]. Operator pociągu posiada 150 takich wagonów[7].
- Mark 2 (ART II) – w latach 2002 – 2003 zamówiono 60 wagonów tego typu, z których większość została wyprodukowana przez Bombardiera w Burnaby[8] (Bombardier przejął UTDC w 1992 roku[7]). Wagony tego typu mają 17,1 m długości i mogą przewieźć o 60% więcej pasażerów niż Mark 1[8]. Mark 2 jeżdżą w dwu- i czteroczłonowych składach[8]. W 2009 roku zamówiono 48 kolejnych wagonów tego typu[8].
- Mark 3 – zaprojektowane przez Bombardiera i kursujące od sierpnia 2016 roku[9]. Wagony tego typu jeżdżą w składach czteroczłonowych. Jest w nich możliwe przejście przez całą długość pociągu[8].
- Mark 5 – produkowane przez Alstom pięcioczłonowe składy. 105 zamówionych wagonów ma zastąpić pociągi typu Mark 1 do 2027 roku[10].

## Automatyczne sterowanie
Sterowanie pociągami SkyTrain jest w pełni automatyczne (Driverless). System Sterowania i bezpieczeństwa zaprojektowany jest i wykonany przez kanadyjską firmę Thales Rail Signaling Solutions z Toronto. Różne stopnie nadzoru nad ruchem pociągów dokonywane są przez Kontrolery Stacyjne (STC), Centra Kontroli pociągów VCC, a nad wszystkim czuwa Centralny Ośrodek Kontroli (OCC). System kierowania bez maszynisty istnieje w Vancouver od 1985 (Sky Train) i w sierpniu 2009 został powiększony o trzecią linię łączącą lotnisko, dzielnicę Richmond i centrum miasta dla ułatwienia transportu w związku z Zimowymi Igrzyskami Olimpijskimi.
Centralny Operator porozumiewa się poprzez komputer z pociągami za pomocą pętli kablowej ułożonej pośrodku każdego toru. Każdy pociąg ma dwa niezależnie pracujące, a także wymieniające się w razie awarii kontrolery (ang. VOBC - Vehicles OnBoard Controller). Po dwie pary anten ulokowanych pod podłogą wagonów końcowych, wysyłają do Centrum Kontroli i odbierają powrotne modulowane komunikaty z wszelkimi danymi pociągu i polecenia Centralnego Operatora (CO). Prędkość pociągu mierzona jest przez tachometry zainstalowane na osiach wagonów. Wszelkie systemy decydujące o bezpieczeństwie pracy pociągu są duplikowane i w przypadku jakiegokolwiek błędu w działaniu, włączane są automatyczne hamulce bezpieczeństwa.
Rutynowa praca pociągu taka jak przyspieszanie, hamowanie, zatrzymanie na stacji, otwieranie i zamykanie drzwi, oznajmianie komunikatów głosowych i wizualnych jest zaprogramowana w Kontrolerze Pociągu natomiast wszelkie nietypowe zmiany, opóźnienia, dodatkowe ograniczenia prędkości odbywają się na każdorazowe polecenie Centralnego Operatora.
Automatyczne sterowanie pociągów SkyTrain w Vancouver oparte jest na systemie SelTrac z firmy Thales. Ten sam system sterowania używany jest także od 2009 w najdłuższej na świecie, w pełni automatycznej sieci metra w Dubaju. W ponad 30-letniej historii metra w Vancouver (otwarcie w 1985) nigdy nie zanotowano żadnego wypadku czy wykolejenia, który byłby wywołany awarią tego automatycznego systemu. Historycznie, stopień punktualności sięga 96%, przy czym najczęstszą przyczyną opóźnień jest powodowane przez pasażerów uniemożliwienie zamykania drzwi wagonów.

Mapa sieci SkyTrain